# Portlandski cement
Portlandski cement (portland) je vezni material v obliki fino zmletega prahu, običajno sive barve, ki je izdelan z žganjem in mletjem mešanice apnenca in gline ali apnenca in skrilavca. Izumitelj Joseph Aspdin iz Anglije je patentiral osnovni postopek leta 1824 in ga poimenoval cement zaradi podobnosti s tistim iz portlandskega kamna, apnenca z otoka Portland. Ko se pomeša z vodo, brezvodni kalcijevi silikati in druge sestavine v portlandskem cementu kemično reagirajo z vodo, se z njo združijo (hidratacija) in v njej razpadejo (hidroliza) ter utrdijo in razvijejo moč.
Je najpogostejše uporabljani cement. Uporablja se za izdelavo betona in malte. Cement je zmes kalcijevih, silicijevih in aluminijevih oksidov. 
Proizvaja se pretežno z žganjem apnenca (CaCO3) in gline (alumosilikati), po potrebi pa se dodajata tudi glinica (Al2O3) in kremen (SiO2).
Osnovna reakcija je :
3CaO · SiO2 + 4H2O → CaO · SiO2 · 2H2O + 2Ca(OH)2
Spojina ki veže, je CaO · SiO2 · 2H2O, zato se cement strjuje ob dodatku vode.
V livarstvu se uporablja kot vezivo pri izdelavi jeder in form.
Cement se pakira v 25 kg in 50 kg vreče.